# Aruga oculata
Aruga oculata är en kräftdjursart som beskrevs av Edward Morell Holmes 1908. Aruga oculata ingår i släktet Aruga och familjen Lysianassidae. Inga underarter finns listade i Catalogue of Life.